# Peter White
Peter White (Nova Iorque, 10 de outubro de 1937 — Los Angeles,  1º de novembro de 2023) foi um ator americano.

## Juventude e educação
Peter White nasceu na Cidade de Nova Iorque em 10 de outubro de 1937. Ele estudou atuação na Yale School of Drama.

## Carreira
Em 1968, White foi aclamado pela crítica por seu papel como Alan McCarthy em The Boys in the Band, da off-Broadway. White, e o restante do elenco original, apareceram na versão cinematográfica de 1970, dirigida por William Friedkin. Ele estava em turnê em Barefoot in the Park com Myrna Loy quando lhe foi oferecido o papel na polêmica peça de Mart Crowley sobre um grupo de amigos gays em Nova Iorque. Ele disse à Soap Opera Digest: “As coisas estavam realmente comoventes para mim; Eu estava indo muito bem e pensei: 'Não preciso desse tipo de risco'. Conversei com Myrna - ela se tornou minha mentora - e ela disse: 'Peter, se você vai ser ator, terá que correr alguns riscos em sua vida'”
White interpretou o Diretor da Inteligência Central John A. McCone no filme Thirteen Days.
Na década de 1970, ele começou uma temporada de 30 anos interpretando o papel do filho de Phoebe Tyler, Lincoln 'Linc' Tyler, na soap opera All My Children, e na década de 1980 apareceu em novelas noturnas, incluindo Dallas, Knots Landing e Falcon Crest. Entre os muitos créditos televisivos de White estão aparições em Contra Golpe, Ally McBeal, Hart to Hart, The West Wing, The Colbys e um papel recorrente de co-estrela como Dr. Thomas Reed na série de televisão Sisters.
Em 2010, White apareceu no documentário de making-of sobre The Boys in the Band do cineasta Crayton Robey, Making the Boys.

## Morte
White morreu de melanoma em Los Angeles, em 1º de novembro de 2023, aos 86 anos.

## Filmografia

### Film
| Ano  | Título                       | Personagem             | Notas        |
| ---- | ---------------------------- | ---------------------- | ------------ |
| 1970 | The Boys in the Band         | Alan McCarthy          |              |
| 1971 | The Pursuit of Happiness     | Terence Lawrence       |              |
| 1973 | Blade                        | Freund                 |              |
| 1991 | Diary of a Hitman            | Homem na garagem       |              |
| 1993 | Dave - Presidente por um Dia | Secretário de Comércio |              |
| 1996 | Mr. Wrong                    | Sr. Alston             |              |
| 1996 | Mother                       | Charles                |              |
| 1997 | Flubber                      | Sr. Sylvan             | Sem créditos |
| 1998 | Armageddon                   | Secretário de Defesa   |              |
| 1999 | Passport to Paris            | Vovô Edward            |              |
| 2000 | Thirteen Days                | John A. McCone         |              |
| 2004 | First Daughter               | Reitor da faculdade    |              |
| 2007 | South of Pico                | Sr. Rush               |              |
| 2016 | Punching Henry               | Phil                   |              |

### Televisão
| Ano        | Título                           | Personagem                     | Notas                                        |
| ---------- | -------------------------------- | ------------------------------ | -------------------------------------------- |
| 1968       | N.Y.P.D.                         | Russell                        | Episódio: "The Peep Freak"                   |
| 1970       | The Bold Ones: The Senator       | Howard Eager                   | Episódio: "Power Play"                       |
| 1971       | Dan August                       | Jeremy Jackson                 | Episódio: "Bullet for a Hero"                |
| 1971       | Love Is a Many Splendored Thing  | Dr. Sanford Hiller             | 258 episódios                                |
| 1972       | Banyon                           | Ross Vincent                   | Episódio: "The Decent Thing to Do"           |
| 1973       | Cannon                           | Dirk Allwin                    | Episódio: "Dead Lady's Tears"                |
| 1974–2005  | All My Children                  | Lincoln Tyler                  | 12 episódios                                 |
| 1977       | Contra Golpe                     | Steve                          | Episódio: "The Big Frame"                    |
| 1981       | Hill Street Blues                | Minister                       | Episódio: "Fecund Hand Rose"                 |
| 1981       | Greatest American Hero           | Yuri Semenenko / Simpson       | Episódio: "Reseda Rose"                      |
| 1982       | Between Two Brothers             | Alex Brock                     | Telefilme                                    |
| 1982       | Eleanor, First Lady of the World | James Roosevelt                | Telefilme                                    |
| 1982       | Falcon Crest                     | Eric Kenderson                 | 2 episódios                                  |
| 1982       | The Jeffersons                   | Gregory Graham                 | Episódio: "Poetic Justice"                   |
| 1982       | Gavilan                          | Campbell                       | Episódio: "Best Friend Money Can Buy"        |
| 1982       | Insight                          | Sr. Gold                       | Episódio: "The White Star Garage"            |
| 1983       | Hart to Hart                     | Inspetor Aduaneiro Camden      | Episódio: "Pounding Harts"                   |
| 1983       | I Want to Live                   | Juiz Charles Fricke            | Telefilme                                    |
| 1983       | Boone                            | Dr. Brickman                   | Episódio: "The Trial"                        |
| 1983, 1984 | Dinastia                         | Bill Rockwell                  | 2 episódios                                  |
| 1984       | Legmen                           | Allen Drewry                   | Episódio: "Knight at Casanova's"             |
| 1984       | Knots Landing                    | Pearson                        | 2 episódios                                  |
| 1984       | Sins of the Past                 | Peter Halloran                 | Telefilme                                    |
| 1984       | Simon & Simon                    | Chefe Sebastian / Neil Loosma  | 2 episódios                                  |
| 1984       | Hardcastle and McCormick         | Senador Evan Crocker           | Episódio: "Never My Love"                    |
| 1984–1991  | Dallas                           | Breslin / Ellis Newton         | 6 episódios                                  |
| 1985       | The Execution                    | Gil Spahn                      | Telefilme                                    |
| 1985       | Cover Up                         | Mark Jessup                    | Episódio: "Rules to Die By"                  |
| 1985       | The Paper Chase                  | Paul Woods                     | 3 episódios                                  |
| 1985       | Crazy Like a Fox                 | Russ Cramer                    | Episódio: "Murder Is a Two Stroke Penalty"   |
| 1985       | Scarecrow and Mrs. King          | Darrell Robison                | Episódio: "Sour Grapes"                      |
| 1985–1986  | The Colbys                       | Arthur Cates                   | 16 episódios                                 |
| 1986       | Matlock                          | Atty. Harvey Ravanelle         | Episódio: "Diary of a Perfect Murder"        |
| 1988       | L.A. Law                         | Stanley Silverman              | Episódio: "Open Heart Perjury"               |
| 1988       | Superboy                         | Professor Thomas Lang          | Episódio: "The Jewel of Techacal"            |
| 1988       | Amen                             | Sr. Lesser                     | Episódio: "Get 'Em Up, Scout"                |
| 1988       | Designing Women                  | Newscaster                     | Episódio: "The Candidate"                    |
| 1989       | Hooperman                        | Stark                          | Episódio: "Look Homeward, Dirtbag"           |
| 1989       | Who's the Boss?                  | Donald Crenshaw                | Episódio: "Party Double"                     |
| 1990       | Daughter of the Streets          | Herb                           | Telefilme                                    |
| 1990       | Monsters                         | Donald Graber / Dave Panghurst | 2 episódios                                  |
| 1991       | The New Lassie                   | Garrett                        | Episódio: "Hit and Run"                      |
| 1991–1996  | Sisters                          | Dr. Thomas Reed                | 14 episódios                                 |
| 1992       | Pros and Cons                    | Terrence Morgan                | Episódio: "The Ex Spots the Mark"            |
| 1992       | Life Goes On                     | Kenny Stollmark, Sr.           | 2 episódios                                  |
| 1994       | Star Trek: Deep Space Nine       | Embaixador Sharat              | Episódio: "Armageddon Game"                  |
| 1994       | Voices from Within               | Frank Carson                   | Telefilme                                    |
| 1995       | The Naked Truth                  | Sr. Hillerman                  | Episódio: "Bald Star in Hot Oil Fest!"       |
| 1995       | Murder, She Wrote                | Mason Logan                    | Episódio: "Unwilling Witness"                |
| 1997       | Weapons of Mass Distraction      | Sen. Norman Barrish            | Telefilme                                    |
| 1997       | Mad About You                    | Juiz Chuffa                    | Episódio: "Uncle Phil and the Coupons"       |
| 1998       | Profiler                         | Charles Waters                 | 2 episódios                                  |
| 1999       | Ally McBeal                      | Senador Harold Watkins         | Episódio: "Sex, Lies and Politics"           |
| 1999       | The X-Files                      | Gene Gogolak                   | Episódio: "Arcadia"                          |
| 2000       | The West Wing                    | Sr. Gage                       | 2 episódios                                  |
| 2000       | JAG                              | Almirante Spencer              | Episódio: "A Separate Peace: Part 2"         |
| 2001, 2003 | Strong Medicine                  | Dr. Soames                     | 2 episódios                                  |
| 2002       | NYPD Blue                        | Robert Irvin                   | 2 episódios                                  |
| 2003       | Miracles                         | Monsignor Androtti             | Episódio: "The Ferguson Syndrome"            |
| 2004       | The D.A.                         | Dr. Jon Malcolm                | Episódio: "The People vs. Oliver C. Handley" |
| 2005       | See Arnold Run                   | Bob White                      | Telefilme                                    |
| 2006       | Though None Go with Me           | Ben Phillips                   | Telefilme                                    |
| 2007       | Cold Case                        | JP Valentine                   | Episódio: "Devil Music"                      |
| 2008       | Saving Grace                     | Sr. Williams                   | Episódio: "Have a Seat, Earl"                |